# Gonomyia supplicata
Gonomyia supplicata är en tvåvingeart som beskrevs av Alexander 1965. Gonomyia supplicata ingår i släktet Gonomyia och familjen småharkrankar.
Artens utbredningsområde är Madagaskar. Inga underarter finns listade i Catalogue of Life.